# 斯捷潘·季莫申科
斯捷潘·普羅科菲耶維奇·季莫申科（1878年12月22日—1972年5月29日），乌克兰裔美籍力学家，出生于俄罗斯帝国，被誉为现代工程力学之父。他是乌克兰国家科学院的创始成员之一，拥有多部在工程力学、弹性力学和材料力学领域影响重大的著作，其中多数还在今日广泛使用。

## 生平
铁摩辛柯出生在俄罗斯帝国切爾尼戈夫省的村庄什波托夫卡（现属乌克兰蘇梅州），1889至1896年间在波尔塔瓦州羅姆內（现属蘇梅州）上学。他在羅姆內的同学和朋友是后来著名的半导体物理学家阿布拉姆·约费。铁摩辛柯在圣彼得堡铁道工程学院（现圣彼得堡国立交通大学）继续学习，1901年毕业后留校任教至1903年，然后去了圣彼得堡工艺学院在维克托·基尔皮乔夫的领导下工作至1906年。1905年他被派至哥廷根大学在路德维希·普朗特的指导下工作一年。
1906年秋他接受基辅工学院材料力学教席委任。回到乌克兰是他职业的重大转变，也影响了他未来的个人生活。从1907年至1911年作为工学院的教授他开展了弹性计算有限单元法的早期变型研究，即瑞利法。这段期间他还开创了关于屈曲的工作，出版了著名的《材料力学》教材第一版。1909年他被选为结构工程系主任。1911年他签字抗议教育大臣卡索被基辅工学院解雇。
铁摩辛柯又回到圣彼得堡，在电工学院和铁道工程学院担任讲师，后来成为教授。1911至1917年间他发展了弹性理论和梁的变形理论，并继续研究屈曲问题。1918年他回到基辅协助弗拉基米尔·维尔纳茨基创办乌克兰科学院，这是除俄罗斯外苏联加盟共和国中最早的科学院。
1919年俄国内战中，安东·邓尼金将军的南俄罗斯武装力量占领基辅后，铁摩辛柯辗转多地最终到达克罗地亚（时属南斯拉夫王国）萨格勒布，在这里他得到萨格勒布理工学院的教席。1920年，在短暂的波兰军队占领基辅期间，铁摩辛柯回到基辅与家人团聚并携家人一起回到萨格勒布。铁摩辛柯用俄语授课，并尽量使用他掌握的克罗地亚语词汇。
1922年铁摩辛柯移居至美国，1923至1927年间为西屋公司工作。随后他成为密歇根大学的教授，开办了第一届学士和博士的工程力学专业课程。1936年后他成为史丹佛大學的一名教授。他最初的教材和论文用俄语写成，后来大多以英语出版，他的教材已被译成36种语言。
1957年美國機械工程師學會以铁摩辛柯的名字创办了一项奖章，铁摩辛柯成为首位获奖者。铁摩辛柯奖章表彰他在机械工程领域享誉世界的影响力并纪念他作为作者和教师所做的贡献。铁摩辛柯奖章一年一度颁给对应用力学有卓越贡献的人。
除他的教材之外，铁摩辛柯还写了两本书，《俄罗斯的工程教育》（Engineering Education in Russia）和《自我回忆》（As I Remember）。后者是一部自传，初版于1963年以俄语面世，1968年英语译本发行。

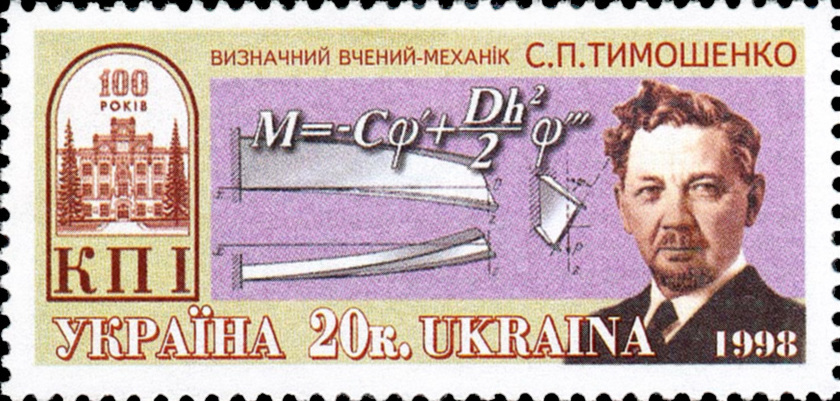
烏克蘭紀念郵票

1960年铁摩辛柯搬到西德伍珀塔尔与他的女儿一起生活，于1972年逝世，骨灰埋在美国加州帕羅奧圖的阿爾塔梅薩紀念公園。

## 出版物

### 英语版
- Applied Elasticity, with J. M. Lessells, D. Van Nostrand Company, 1925
- Vibration Problems in Engineering, D. Van Nostrand Company, 1st Ed. 1928, 2nd Ed. 1937, 3rd Ed. 1955 (with D. H. Young)
- Strength of Materials, Part I, Elementary Theory and Problems, D. Van Nostrand Company, 1st Ed. 1930, 2nd Ed. 1940, 3rd Ed. 1955
- Strength of Materials, Part II, Advanced Theory and Problems, D. Van Nostrand Company, 1st Ed. 1930, 2nd Ed. 1941, 3rd Ed. 1956
- Theory of Elasticity , McGraw-Hill Book Company, 1st Ed. 1934, 2nd Ed. 1951 (with J. N. Goodier)
- Elements of Strength of Materials, D. Van Nostrand Co., 1st Ed. 1935, 2nd Ed. 1940, 3rd Ed. 1949 (with G.H. MacCullough), 4th Ed. 1962 (with D.H. Young)
- Theory of Elastic Stability, McGraw-Hill Book Company, 1st Ed. 1936, 2nd Ed. 1961 (with J. M. Gere)
- Engineering Mechanics, with D.H. Young, McGraw-Hill Book Company, 1st Ed. 1937, 2nd Ed. 1940, 3rd. Ed. 1951, 4th Ed. 1956
- Theory of Plates and Shells , McGraw-Hill Book Company, 1st Ed. 1940, 2nd Ed. 1959 (with S. Woinowsky-Krieger)
- Theory of Structures, with D. H. Young, McGraw-Hill Book Company, 1st Ed. 1945, 2nd Ed. 1965
- Advanced Dynamics, with D. H. Young, McGraw-Hill Book Company, 1948
- History of The Strength of Materials, McGraw-Hill Book Company, 1953
- Engineering Education in Russia,  McGraw-Hill Book Company, 1959
- As I Remember, D. Van Nostrand, 1968, ASIN: B000JOIJ7I
- Mechanics of Materials , with J. M. Gere, 1st edition, D. Van Nostrand Company, 1972

### 汉译本
- 《结构理论》.（美）铁木辛柯（Timoshenko，S.P.），（美）杨（Young，D.H.）著,叶红玲等译.机械工业出版社.2005-5-1

### 大陆影印版
- 《弹性理论》(第3版).（美）铁摩辛柯（Timoshenko,S.p.)，（美）古地尔（Goodier,J.N.）著.清华大学出版社.2004-2-1

## 備注
1. ↑    - 烏克蘭語：，羅馬化：Stepan Prokopovych Tymoshenko
  - 俄語：，羅馬化：Stepan Prokofyevich Timoshenko
  - 英語：

1. ↑  姓氏又譯铁摩辛柯、鐵木辛柯
又按英語音譯斯蒂芬·铁摩辛柯